# Eugène Maillat
Eugène Maillat (Courtedoux, 30 luglio 1919 – Friburgo, 5 luglio 1988) è stato un vescovo cattolico svizzero.

## Biografia
Eugène Maillat nacque il 30 luglio 1919 a Courtedoux, nel Canton Giura.
Compleati gli studi presso vari istituti a Altkirch, Tournus e a Saint-Maurice, nel 1941 venne inviato in Algeria per entrare nei Missionari d'Africa a El Harrach.
Fu ordinato presbitero il 14 aprile 1945, dopodiché fu inviato in missione in Guinea. Due anni dopo tornò in Svizzera dove fu nominato superiore della casa di studi dei Padri Bianchi a Friburgo.
Il 4 maggio 1951 papa Pio XII lo nominò prefetto apostolico di N'Zérékoré.
Il 25 aprile 1959 papa Giovanni XXIII, con la bolla Christi provisio, elevò la prefettura a diocesi nominandolo primo vescovo. Tornato nuovamente in Svizzera, ricevette l'ordinazione episcopale a Porrentruy il 27 settembre 1959 per imposizione delle mani del vescovo Franziskus von Streng.
Come primo vescovo della nuova diocesi si impegnò con zelo nella cura pastorale dei fedeli, istituendo numerose opere sociali finanziate da benefattori suoi connazionali e organizzando le attività missionarie affinché l'evangelizzazione potesse raggiungere anche le comunità più remote.
Con la dichiarazione d'indipendenza e la salita al potere del presidente Ahmed Sékou Touré, la Guinea entrò in conflitto con la Francia. L'instabilità politica del paese portò all'espulsione di tutti gli stranieri dal paese. Tornò quindi in Svizzera nel 1967, ma, pur da così lontano, continuò a gestire la diocesi tramite i suoi vicari.
Fu padre conciliare durante il Concilio Vaticano II, partecipando a tutte le quattro sessioni.
Dal 1973 al 1988 lavorò come direttore per le Pontificie Opere Missionarie.
Rassegnò le proprie dimissioni il 13 agosto 1979 e morì a Friburgo il 5 luglio 1988, meno di un mese prima di compiere 69 anni.

## Genealogia episcopale
La genealogia episcopale è:
- Cardinale Scipione Rebiba
- Cardinale Giulio Antonio Santori
- Cardinale Girolamo Bernerio, O.P.
- Arcivescovo Galeazzo Sanvitale
- Cardinale Ludovico Ludovisi
- Cardinale Luigi Caetani
- Cardinale Ulderico Carpegna
- Cardinale Paluzzo Paluzzi Altieri degli Albertoni
- Papa Benedetto XIII
- Papa Benedetto XIV
- Papa Clemente XIII
- Cardinale Marcantonio Colonna
- Cardinale Giacinto Sigismondo Gerdil, B.
- Cardinale Giulio Maria della Somaglia
- Cardinale Carlo Odescalchi, S.I.
- Cardinale Costantino Patrizi Naro
- Cardinale Serafino Vannutelli
- Cardinale Domenico Serafini, Cong.Subl. O.S.B.
- Cardinale Pietro Fumasoni Biondi
- Arcivescovo Filippo Bernardini
- Vescovo Franziskus von Streng
- Vescovo Eugène Maillat, M.Afr.